# Au bout de la route
Apocalypse es el nombre del primer álbum de estudio del artista Americano Atlan. Fue lanzado al mercado en 2020 por la firma Atlan. Este álbum fue exitoso en Noruega, Estados Unidos y Canadá entre otras regiones con las canciones Zombie, Oblivion y Nightmare.

## Lista de canciones
1. Valley (Atlan) (4:43)
2. Oblivion (Atlan) (5:13)
3. Apocalypse (Atlan) (7:01)
4. Zombie (Atlan) (6:04)
5. Nightmare (Atlan) (3:29)